# Setophaga
Setophaga  (лат.) — род певчих птиц семейства древесницевых.
Генетические исследования показали, что два рода Dendroica и Setophaga должны быть объединены. Это изменение было принято как Североамериканским, так и Южноамериканским классификационными комитетами Американского орнитологического общества, а также IOC и IUCN. Большинство представителей рода, признанных в настоящее время, традиционно классифицировались в роде Dendroica (29 видов на момент слияния). Единственным представителем рода Setophaga до слияния была американская горихвостка. Поскольку название Setophaga (опубликованное в 1827 году) имеет приоритет над Dendroica (опубликованное в 1842 году), то все виды из рода Dendroica переносятся  в род Setophaga.

## Виды
В состав рода включают 37 видов:
- Setophaga adelaidae — Антильский лесной певун
- Setophaga aestiva
- Setophaga americana — Белоглазая парула
- Setophaga angelae — Пуэрто-риканский лесной певун
- Setophaga auduboni
- Setophaga caerulescens — Синеспинный лесной певун
- Setophaga castanea — Каштановый лесной певун
- Setophaga cerulea — Голубой лесной певун
- Setophaga chrysoparia — Золотощёкий лесной певун
- Setophaga citrina — Капюшонная вильсония
- Setophaga coronata — Миртовый лесной певун
- Setophaga delicata
- Setophaga discolor — Прерийный лесной певун
- Setophaga dominica — Желтогорлый лесной певун
- Setophaga flavescens
- Setophaga fusca — Еловый лесной певун
- Setophaga goldmani
- Setophaga graciae — Аризонский лесной певун
- Setophaga kirtlandii — Певун Киртланда, или Мичиганский лесной певун, или Древесница Киртланда
- Setophaga magnolia — Магнолиевый лесной певун
- Setophaga nigrescens — Траурный лесной певун
- Setophaga occidentalis — Желтоголовый лесной певун
- Setophaga palmarum — Пальмовый лесной певун
- Setophaga pensylvanica — Желтошапочный лесной певун
- Setophaga petechia — Жёлтая древесница, или золотистый лесной певун
- Setophaga pharetra — Пёстрый лесной певун
- Setophaga pinus — Сосновый лесной певун
- Setophaga pitiayumi — Черноглазая парула
- Setophaga pityophila — Кубинский лесной певун
- Setophaga plumbea — Серый лесной певун
- Setophaga ruticilla — Американская горихвостка
- Setophaga striata — Пестрогрудый лесной певун
- Setophaga subita
- Setophaga tigrina — Тигровый лесной певун
- Setophaga townsendi — Пугливый лесной певун
- Setophaga virens — Зелёный лесной певун
- Setophaga vitellina — Испещрённый лесной певун